# Olympische Winterspiele 1998/Eishockey
Bei den Olympischen Winterspielen 1998 in Nagano (Japan) bestanden die Wettbewerbe im Eishockey neben dem Eishockeyturnier der Herren erstmals auch aus einem Turnier der Frauen.
Für das Herrenturnier konnte durch Verhandlungen zwischen IOC und Internationaler Eishockey-Föderation (IIHF) mit der nordamerikanischen Profiliga NHL erreicht werden, dass die NHL erstmals für die Zeit der Winterspiele eine Pause einlegte. Im Gegenzug wurden die großen sechs Eishockeynationen für die Finalrunde gesetzt und mussten erst eine Woche später in das Geschehen eingreifen.

## Austragungsorte
Die Partien der olympischen Eishockeyturniere wurden in zwei – anlässlich der Spiele neu erbauten – Eisstadien in Nagano ausgetragen. Dies waren die Eishockeyhalle A (jap. アイスホッケーA会場) im Stadtteil Wakasato, mit einer Kapazität von 10.104 Plätzen, die aufgrund ihrer Form als Big Hat (jap. ビッグハット) bezeichnet wurde, und die im Stadtteil Yoshida befindliche Eishockeyhalle B (jap. アイスホッケーB会場). Die 6.078 Zuschauer fassende Arena firmierte unter dem Spitznamen Aqua Wing (jap. アクアウィング).
| \| Nagano \|                |
| Austragungsort der Turniere |
| Nagano                      |

| Nagano |

## Medaillenspiegel
| Medaillenspiegel Eishockey (nach 2 von 2 Entscheidungen) |            |      |        |        |        |
| Platz                                                    | Land       | Gold | Silber | Bronze | Gesamt |
| 1                                                        | Tschechien | 1    | —      | —      | 1      |
| 1                                                        | USA        | 1    | —      | —      | 1      |
| 3                                                        | Kanada     | —    | 1      | —      | 1      |
| 3                                                        | Russland   | —    | 1      | —      | 1      |
| 5                                                        | Finnland   | —    | —      | 2      | 2      |